# Ударно-волновая терапия

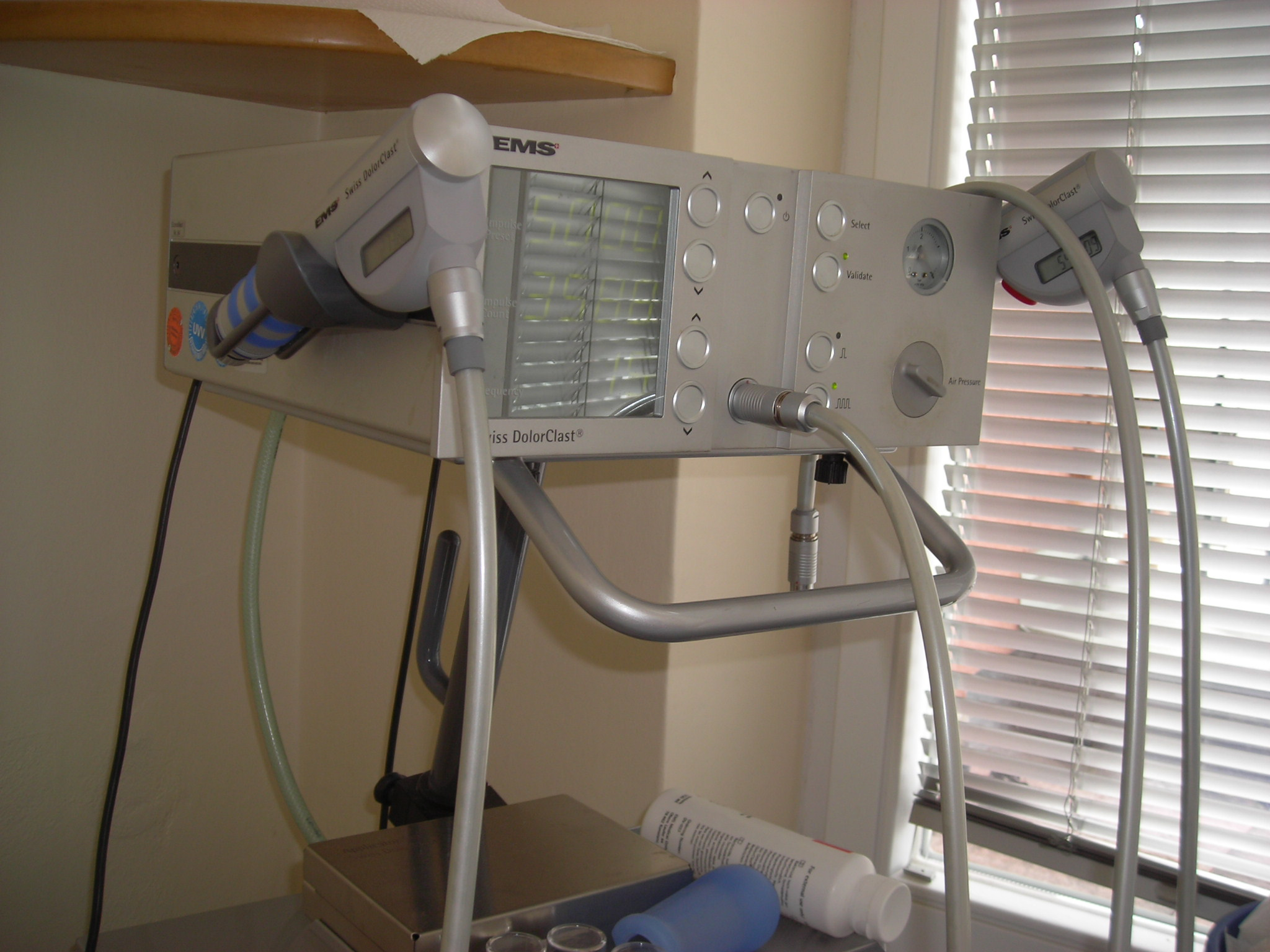
Аппарат EMS Swiss DolorClast для УВТ

Ударно-волновая терапия, сокращённо УВТ (англ. Extracorporeal shockwave therapy, сокращённо ESWT) — метод экстракорпорального кратковременного воздействия на костную и соединительную ткани акустическими импульсами значительной амплитуды низкой частоты (16—25 Гц в спектре инфразвука), применяемый некоторыми физиотерапевтами и ортопедами для лечения воспалительных болезней (в том числе как разновидность литотрипсии).

## История
В 1969 году компания Dornier начала исследовать влияние ударных волн на ткани. В 1972 году на базе предварительных исследований, проведённых Dornier Medical Systems, компанией было заключено соглашение с директором урологической клиники при Мюнхенском университете Эгбертом Шмидтом. К февралю 1980 года после испытаний нескольких прототипов был представлен первый литотриптер компании Dornier против камней в почках. С конца 1983 года начались производство и продажа подобных аппаратов типа Dornier HM3, а в 1984 году подобную технологию одобрили в Управлении по санитарному надзору за качеством продовольствия и лекарств США.

## Суть метода
Физически метод основан на эффекте кавитации. При уничтожении камней в почках литотриптор предпринимает попытку разрушить камень с минимальным сопутствующим уроном организму с помощью сфокусированной, высокоинтенсивной акустической волны, применяемой внутрь. При проведении пациент находится под наркозом во избежание возможных неприятных ощущений. Наркоз обычно не вводят при применении УВТ в случае повреждения мягких тканей.

## Применение в медицине
Наиболее распространённое применение УВТ — литотрипсия, применяемая для разрушения камней в почках и желчных камней с помощью акустического импульса, а также при слюнокаменной болезни и камнях в поджелудочной железе. Также УВТ применяется в рамках физиотерапии в качестве обезболивающего средства, для реваскуляризации и восстановления мускульного тонуса при различных осложнениях. Воздействие УВТ было продемонстрировано на пациентах, у которых был плечелопаточный периартрит, и сопоставлено с ультразвуковой терапией и комплексом ЛФК.
УВТ применяется для ускорения заживления костей и лечения костного некроза, что некоторые врачи используют в качестве альтернативы хирургическому лечению незаживающих переломов. Также используется в качестве вспомогательного метода для лечения большого числа заболеваний сухожилий, суставов и мышц, в том числе эпикондилита, боли во вращательной манжете плеча и хронического тендинита колена, ахиллова тендинита, подошвенного фасциита, подколенного тендинита и ярко выраженного вертельного болевого синдрома.
УВТ используется для заживления некоторых ран: этот метод терапии показал положительные результаты в краткосрочном и долгосрочном периоде у больных сахарным диабетом, страдающих от язвы стопы, но эффективность в плане лечения венозных язв не определена до конца. По данным исследований, ударные волны также способствуют росту новых кровеносных сосудов (реваскуляризации) у лиц, страдающих стенокардией. С 2010 года УВТ начали применять в урологии для лечения синдрома хронической тазовой боли, абактериального простатита, болезни Пейрони и эректильной дисфункции.
Ветеринарами УВТ применяется для лечения разных заболеваний у лошадей: повреждения сухожилий и связок, синдром Бааструпа, навикулярный синдром и артрит.

## Критика
В 1980-е годы люди, которые проходили курс ударно-волновой терапии для избавления от камней в почках, стали жаловаться на уплотнения в области костей, находящихся рядом с почками, вследствие чего им пришлось обращаться к ортопедам. Также отмечается неубедительность ударно-волновой терапии для лечения ортопедических проблем у лошадей.
Национальный институт здравоохранения и совершенства медицинской помощи одним из первых поставил под вопрос эффективность подобной методики и основал проект ASSERT (англ. Assessment of the Effectiveness of ESWT for Soft Tissue Injuries — «Изучение эффективности УВТ против повреждений мягких тканей») для проверки утверждений об эффективности УВТ при лечении некоторых травм. Его исследования показали, что применение УВТ в большинстве случаев является необоснованным и допустимо только при строгом медицинском наблюдении и крайней осторожности. Исследования 2017 года отметили среднюю эффективность подобной терапии.